# S型电力动车组
S型电力动车组（俄语：Электросекция С）是苏联铁路的电力动车组车型之一，也是苏联第一种投入大批量生产的电力动车组，适用于供电制式为1500伏（后期3000伏）直流电的电气化铁路，由位于莫斯科州的梅季希机器制造厂设计制造。

## 发展历史

### SV

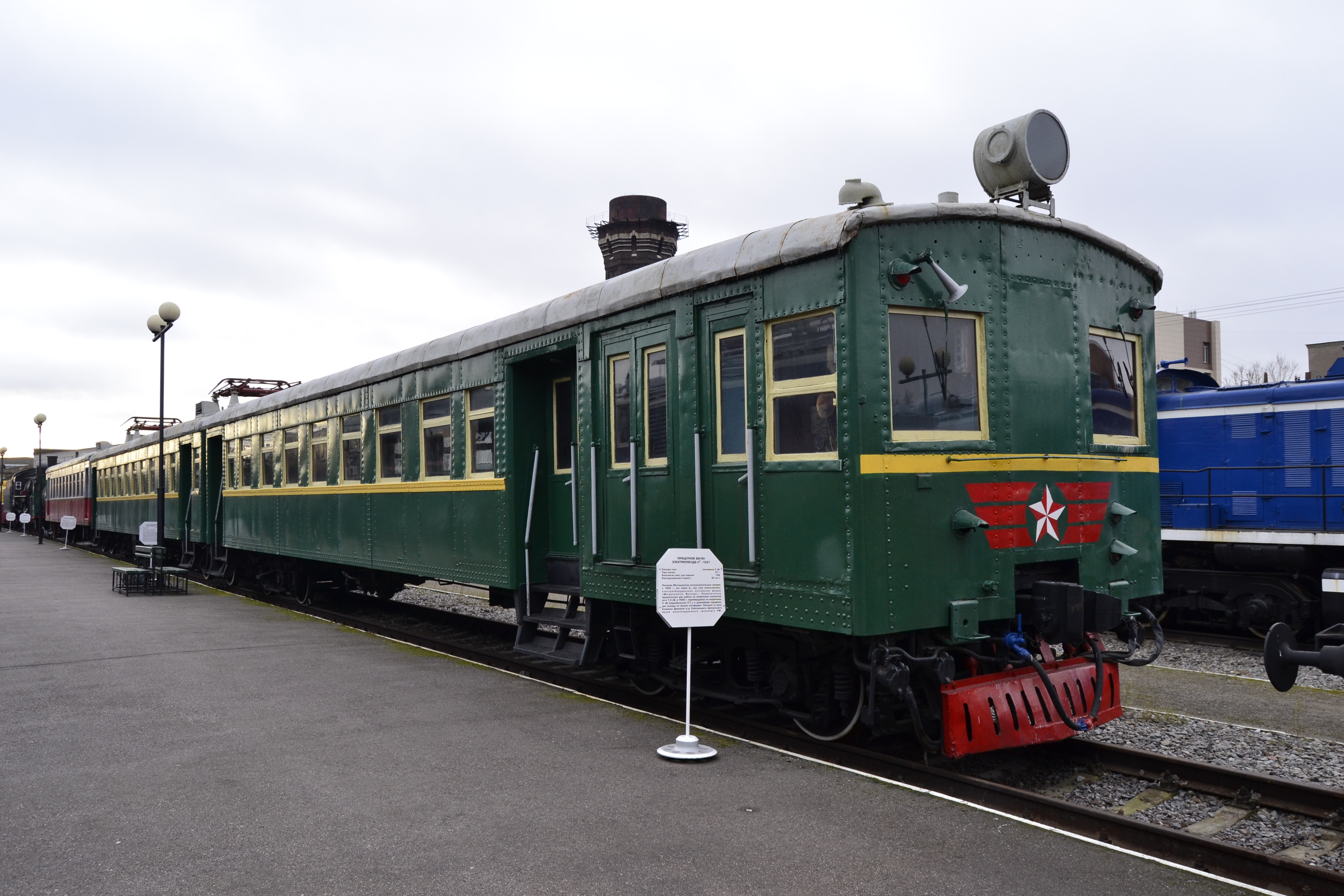
由S_{V}型改造而成的S^{M}_{3}型电力动车组

1920年，根据苏联劳动国防委员会的决定，成立了俄罗斯国家电气化委员会，以制定、执行及监督全国电气化计划。电气化铁路也是俄罗斯国家电气化计划中最重要的环节之一，决定首先在运输繁忙区段及大坡道困难区段实现电气化。1926年，苏联在巴库铁路枢纽的部分近郊铁路区段上首次试验实行1200伏直流电的电气化。与此同时，随着莫斯科往梅季希、奧熱列利耶、普希金诺、晓尔科沃等方向的近郊铁路旅客运输量快速增长，莫斯科铁路枢纽的电气化计划由此提上日程，并决定采用1500伏直流电作为供电制式。1929年7月，北方铁路局管辖范围内的莫斯科至梅季希区段完成了电气化改造，并于同年10月1日开通营运。1930年，电气化铁路进一步延展至博尔谢沃、普希金诺、晓尔科沃等地。
1929年，梅季希机器制造厂生产了首批9列SV型电力动车组（СВ），每组列车采用三辆编组，由一辆动车和两辆拖车组成，构造速度为85公里/小时。列车的车体和机械结构部分由梅季希机器制造厂生产，牵引电动机由迪纳摩电气工厂生产，而其他电气设备则采用由英国都城维克斯公司的进口产品。传动系统为直—直流电传动，每辆动车装有两台受电弓及四台牵引电动机，ДП-150型牵引电动机的小时功率和持续功率分别为150千瓦和110千瓦。列车通过对牵引电动机的并联和串联换接进行调速控制，在并联连接时并能使用一级磁场削弱（35.5%）以扩大恒功调速范围，因此列车共有三级经济运行位。列车的电路系统设有熔断器和过流继电器保护，以防止过载和短路。为了提高列车载客量，SV型电力动车组的车体宽度达到3,480毫米，比当时普通客车车厢的宽度加大了超过10%，使车内得以采用“3+3”的座位布置方式。
1929年至1934年期间，梅季希机器制造厂共生产了33组（99辆）SV型电力动车组。

### SD
1932年，由于苏联铁路电气化的发展对电力动车组产生了更大的需求，梅季希机器制造厂和迪纳摩电气工厂在SV型电力动车组的基础上，研制了SD型电力动车组（СД）。SD型电力动车组不再采用英国都城维克斯公司的电气装置，改为采用迪纳摩电气工厂从美国通用电气公司引进的电气设备。除了电气系统之外，列车其他部分仍然和SV型电力动车组保持相同。
1932年至1941年间，梅季希机器制造厂共生产了232组（696辆）SD型电力动车组。从1935年起，列车开始采用加强的ДПИ-150型牵引电动机，小时功率和持续功率分别提高至180千瓦和165千瓦，列车的小时轮周功率和持续轮周功率分别提高至660千瓦和490千瓦。除此之外，在生产过程中列车亦作出了其他改进，包括安装SA-3型自动车钩、采用更平滑的有级调速控制器等。

### SM
1945年，由于苏联当时的电气化铁路干线均采用了电压较高的3000伏直流电，因而决定研制一种能够同时适用于1500、3000伏直流电气化铁路的电力动车组，以实现从1500伏转换到3000伏的过渡。1946年底，迪纳摩电气工厂在一辆未完成的SD型电力动车组动车上，安装了新的电气设备和ДК-103型牵引电动机，新的双电压列车被称为SM型电力动车组（СМ）。当受流电压为1500伏时，四台牵引电动机全部采用并联连接，而当受流电压为3000伏时则全部采用串联连接。1946年12月，首列SM型电力动车组在莫斯科—亚历山德罗夫区段进行试验，随后又在外高加索铁路进行了试运行。此后，部分SV、SD型电力动车组陆续被改造为双电压制式的SM型电力动车组。

### SR
1947年初，位于拉脱维亚的里加车辆制造厂根据梅季希机器制造厂提供的SM型电力动车组技术资料，开始批量生产双电压制式的SR型电力动车组（СР），其中“R”即代表里加车辆厂。里加车辆制造厂仅负责制造车体和转向架等机械机构部分，而电气设备初期仍然由迪纳摩电气工厂提供，从1949年开始转由里加电机制造厂提供。从1951年开始，列车开始采用金属顶盖，取代了以往的木结构及帆布顶棚。1947年至1952年期间，里加车辆制造厂共生产了343组（1029辆）SR型电力动车组。

### SR3／SM3

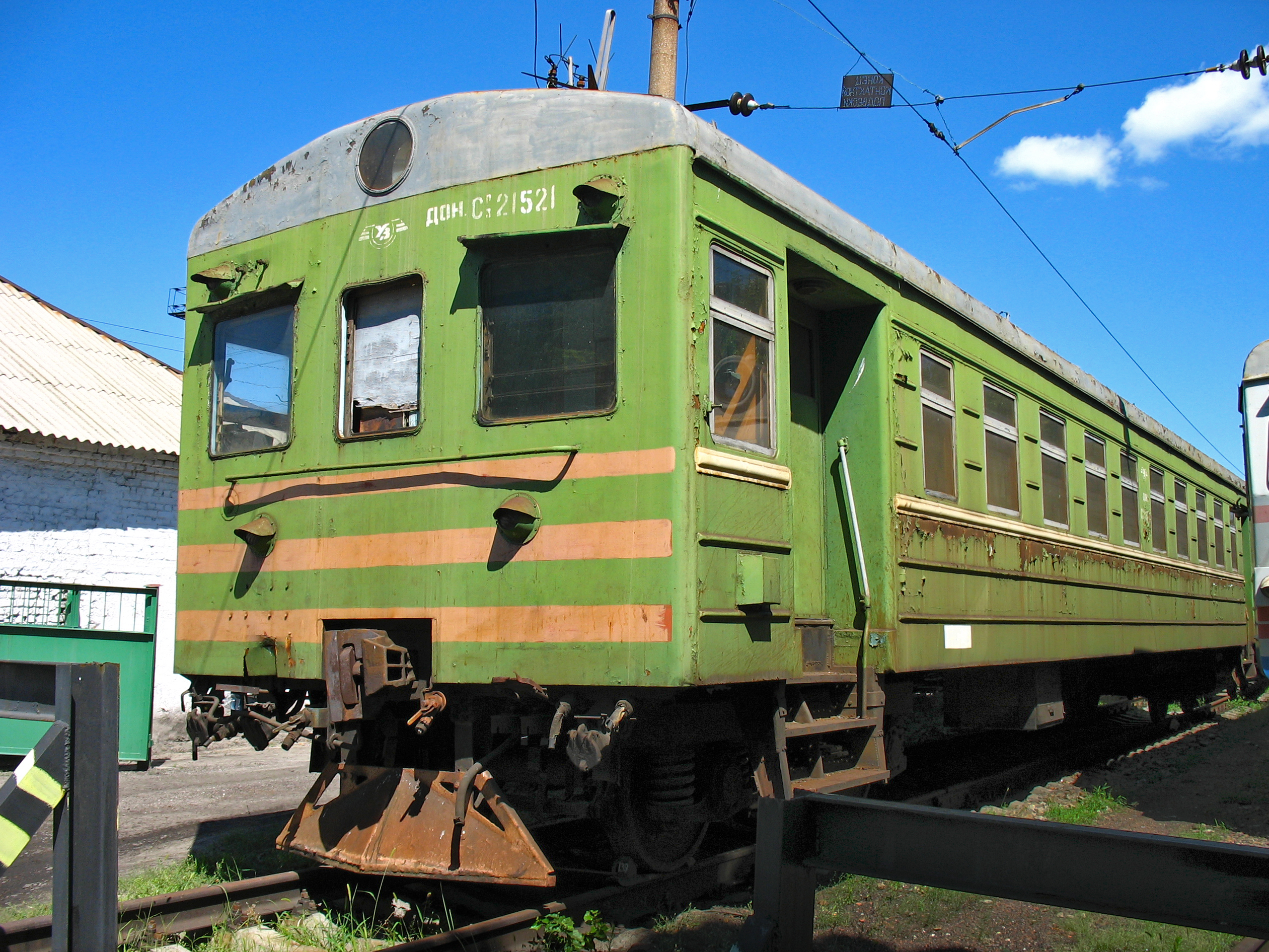
S^{R}_{3}型电力动车组

1950年代初，随着苏联早期兴建1500伏直流电气化铁路逐步全面过渡到3000伏直流电，已不再需要双电压制式的SR型电力动车组。1952年10月起，里加车辆制造厂开始生产仅适用于3000伏直流电的SR3型电力动车组（СР3）。与SR型电力动车组相比，除了改变了牵引电路系统外，其他部分亦作出了一些改进，例如取消了行李间、增加一级磁场削弱、采用经过改进的ДК-103Г型牵引电动机、更换新型司机控制器等，而车体侧墙亦改为具有加强压根的焊接结构。从1952年至1955年期间，里加车辆制造厂共生产了351组（1053辆）SR3型电力动车组。与此同时，其余的SV、SD型电力动车组亦陆续被改造，以适用于3000伏直流电气化铁路，经改造后的车辆改称为SM3型电力动车组。